# Championnat d'Angleterre de football 1975-1976
Navigation
Édition précédente Édition suivante
La 77e édition du championnat d'Angleterre de football est remportée par Liverpool. Le club liverpuldien finit un point devant Queens Park Rangers et gagne son neuvième titre de champion d'Angleterre.
Liverpool se qualifie pour la Coupe des clubs champions en tant que champion d'Angleterre. Southampton FC, équipe de seconde division, vainqueur de la coupe se qualifie pour la Coupe des vainqueurs de coupe. Queens Park Rangers, Manchester United et Derby County se qualifient pour la Coupe UEFA au titre de leur classement en championnat. Manchester City les accompagne en Coupe UEFA comme tenant du titre.
Le système de promotion/relégation ne change pas : descente et montée automatique, sans matchs de barrage pour les trois derniers de première division et les trois premiers de deuxième division. À la fin de la saison Wolverhampton Wanderers, Burnley FC et Sheffield United, sont relégués en deuxième division. Ils sont remplacés par West Bromwich Albion, Bristol City et Sunderland AFC.
L'attaquant écossais Ted MacDougall, de  Norwich City, remporte le titre de meilleur buteur du championnat avec 23 buts.

## Les clubs de l'édition 1975-1976
| Club                                  | Ville               |
| ------------------------------------- | ------------------- |
| Arsenal Football Club                 | Londres             |
| Aston Villa Football Club             | Birmingham          |
| Birmingham City Football Club         | Birmingham          |
| Burnley Football Club                 | Burnley             |
| Coventry City Football Club           | Coventry            |
| Derby County Football Club            | Derby               |
| Everton Football Club                 | Liverpool           |
| Ipswich Town Football Club            | Ipswich             |
| Leeds United Football Club            | Leeds               |
| Leicester City Football Club          | Leicester           |
| Liverpool Football Club               | Liverpool           |
| Manchester United Football Club       | Manchester          |
| Manchester City Football Club         | Manchester          |
| Middlesbrough Football Club           | Middlesbrough       |
| Newcastle United Football Club        | Newcastle upon Tyne |
| Norwich City Football Club            | Norwich             |
| Queens Park Rangers Football Club     | Londres             |
| Sheffield United Football Club        | Sheffield           |
| Stoke City Football Club              | Stoke-on-Trent      |
| Tottenham Hotspur Football Club       | Londres             |
| Wolverhampton Wanderers Football Club | Wolverhampton       |
| West Ham United Football Club         | Londres             |

## Classement
| Rang | Équipe                  | Pts | J  | G  | N  | P  | Bp | Bc | Diff |
| ---- | ----------------------- | --- | -- | -- | -- | -- | -- | -- | ---- |
| 1    | Liverpool               | 60  | 42 | 23 | 14 | 5  | 66 | 31 | +35  |
| 2    | Queens Park Rangers     | 59  | 42 | 24 | 11 | 7  | 67 | 33 | +34  |
| 3    | Manchester United       | 56  | 42 | 23 | 10 | 9  | 68 | 42 | +26  |
| 4    | Derby County            | 53  | 42 | 21 | 11 | 10 | 75 | 58 | +17  |
| 5    | Leeds United            | 51  | 42 | 21 | 9  | 12 | 65 | 46 | +19  |
| 6    | Ipswich Town            | 46  | 42 | 16 | 14 | 12 | 54 | 48 | +6   |
| 7    | Leicester City          | 45  | 42 | 13 | 19 | 10 | 48 | 51 | -3   |
| 8    | Manchester City         | 43  | 42 | 16 | 11 | 15 | 64 | 46 | +18  |
| 9    | Tottenham Hotspur       | 43  | 42 | 14 | 15 | 13 | 63 | 63 | 0    |
| 10   | Norwich City            | 42  | 42 | 16 | 10 | 16 | 58 | 58 | 0    |
| 11   | Everton                 | 42  | 42 | 15 | 12 | 15 | 60 | 66 | -6   |
| 12   | Stoke                   | 41  | 42 | 15 | 11 | 16 | 48 | 50 | -2   |
| 13   | Middlesbrough           | 40  | 42 | 15 | 10 | 17 | 46 | 45 | +1   |
| 14   | Coventry City           | 40  | 42 | 13 | 14 | 15 | 47 | 57 | -10  |
| 15   | Newcastle United        | 39  | 42 | 15 | 9  | 18 | 71 | 62 | +9   |
| 16   | Aston Villa             | 39  | 42 | 11 | 17 | 14 | 51 | 59 | -8   |
| 17   | Arsenal                 | 36  | 42 | 13 | 10 | 19 | 47 | 53 | -6   |
| 18   | West Ham United         | 36  | 42 | 13 | 10 | 19 | 48 | 71 | -23  |
| 19   | Birmingham City         | 33  | 42 | 13 | 7  | 22 | 57 | 75 | -18  |
| 20   | Wolverhampton Wanderers | 30  | 42 | 10 | 10 | 22 | 51 | 68 | -17  |
| 21   | Burnley                 | 28  | 42 | 9  | 10 | 23 | 43 | 66 | -23  |
| 22   | Sheffield United        | 22  | 42 | 6  | 10 | 26 | 33 | 82 | -49  |

|  | Champion d'Angleterre |
|  | Relégation            |

## Affluences
| #  | Club                    | Stade            | Affluence moyenne sur la saison | Variation |
| -- | ----------------------- | ---------------- | ------------------------------- | --------- |
| 1  | Manchester United       | Old Trafford     | 54 750                          | D2        |
| 2  | Liverpool FC            | Anfield          | 41 623                          | - 9,4 %   |
| 3  | Aston Villa             | Villa Park       | 38 874                          | D2        |
| 4  | Manchester City         | Maine Road       | 34 280                          | + 4,2     |
| 5  | Newcastle United        | St James' Park   | 33 060                          | - 4,5 %   |
| 6  | Leeds United            | Elland Road      | 31 511                          | - 9,5 %   |
| 7  | Derby County            | Baseball Ground  | 28 350                          | + 6,1 %   |
| 8  | Birmingham City         | St Andrew's      | 28 003                          | - 9,2 %   |
| 9  | Tottenham Hotspur       | White Hart Lane  | 27 836                          | + 5,2 %   |
| 10 | West Ham United         | Upton Park       | 27 417                          | - 8,2 %   |
| 11 | Everton FC              | Goodison Park    | 27 115                          | - 32,2 %  |
| 12 | Arsenal FC              | Highbury         | 26 945                          | - 4,8 %   |
| 13 | Ipswich Town            | Portman Road     | 25 366                          | + 1,8 %   |
| 14 | Queens Park Rangers     | Loftus Road      | 23 850                          | + 16,9 %  |
| 15 | Sheffield United        | Bramall Lane     | 23 549                          | + 4,4 %   |
| 16 | Middlesbrough           | Ayresome Park    | 23 223                          | - 18,8 %  |
| 17 | Wolverhampton Wanderers | Molineux Stadium | 22 951                          | - 1,9 %   |
| 18 | Norwich City            | Carrow Road      | 22 760                          | D2        |
| 19 | Stoke City              | Victoria Ground  | 22 314                          | - 17,4 %  |
| 20 | Leicester City          | Filbert Street   | 22 049                          | - 7,2 %   |
| 21 | Coventry City           | Highfield Road   | 19 370                          | + 1,4 %   |
| 22 | Burnley                 | Turf Moor        | 18 120                          | - 7,7 %   |

## Bilan de la saison
| Tableau d'Honneur                          |                 |
| Compétition                                | Vainqueur       |
| Championnat d'Angleterre de football       | Liverpool FC    |
| Coupe d'Angleterre de football             | Southampton FC  |
| Coupe de la Ligue d’Angleterre de football | Manchester City |
| Charity Shield                             | Derby County    |

| Promotions et relégations |                                                     |
| Promus                    | West Bromwich Albion Bristol City Sunderland AFC    |
| Relégués                  | Wolverhampton Wanderers Burnley FC Sheffield United |

## Meilleur buteur
Avec 23 buts, Ted MacDougall, attaquant écossais qui joue à Norwich City, remporte son unique titre de meilleur buteur du championnat.